# 赫格蒙
赫格蒙（希臘語：Ἡγήμων ό Θάσιος），约活动于公元前5世纪前后。古希腊作家之一，他的事迹较为简略，萨索斯的诙谐文作者，成为第一个以文学形式创作这一文体的人。他的作品于其他作家的著述中有所反映。

## 扩展阅读
- 本条目包含来自公有领域出版物的文本: Chisholm, Hugh (编).  (第11版). London: Cambridge University Press. 1911.